# ملا عبدالله محمدی
ملا عبدالله محمدی (۱۲۹۶ – ۱۳۷۶) امام جمعه سقز و نماینده مردم استان کردستان در دوره‌های اول و دوم مجلس خبرگان رهبری بود.

## زندگی‌نامه
عبدالله محمدی، فرزند محمود، در سال ۱۲۹۶ خورشیدی در یک خانواده کشاورز در روستای سوتو از توابع سردشت متولد شد. تحصیلات اولیه را در همان روستا به راهنمایی پدر آغاز نمود و سپس تحصیلات دینی خود را شروع کرد. در سال ۱۳۲۰، مدرک افتا و تدریس را از حسین مجدی کسب کرد و تا سال ۱۳۴۰، در روستاهای ترجان، قاجر و قادرآباد به تدریس علوم دینی اشتغال داشت. در ۱۴ اردیبهشت ۱۳۴۰ نیز به دعوت اهالی سقز برای شغل افتا و تدریس در مسجد جامع به این شهر رفت.
در دهه پنجاه خورشیدی، مخالفان حکومت شاهنشاهی در منزل او اعلامیه چاپ می‌کردند و میان مردم پخش می‌کردند و در زمان تبعید حسینعلی منتظری به سقز از او در مقابل ساواک حمایت می‌کرد. در سال ۱۳۵۷ به صف انقلابیون در انقلاب ۱۳۵۷ پیوست. پس از آن، از سوی روح‌الله خمینی به سمت امامت جمعه سقز منصوب گردید.
او علاوه بر فعالیت‌های سیاسی و مذهبی، در زمینه‌های فرهنگی نیز فعال بود. مرکز انتشارات محمدی در کردستان، از سال‌های دهه ۵۰، شروع به کار نموده و در این مدت صدها جلد کتاب‌های مختلف با موضوعات فرهنگی ادبی اجتماعی را چاپ و نشر نموده است.
عبدالله محمدی پس از ۱۹ سال امامت جمعه شهر سقز در خرداد ماه ۱۳۷۶ درگذشت.